# Cedric Masey White
Cedric Masey White est un physicien britannique, né le 10 octobre 1898 et mort le 27 décembre 1993 à Stirling en Ontario.

## Présentation
Il a effectué la majeure partie de ses études sur la mécanique des fluides.
Diplômé de l'université de Nottingham, il a enseigné à Londres, d'abord au King's College puis, à partir de 1933, comme maître de conférences à l'Imperial College.
Avec Cyril Frank Colebrook, il a laissé son nom à l'équation de Colebrook-White.